# Gaura de foraj de la Kola

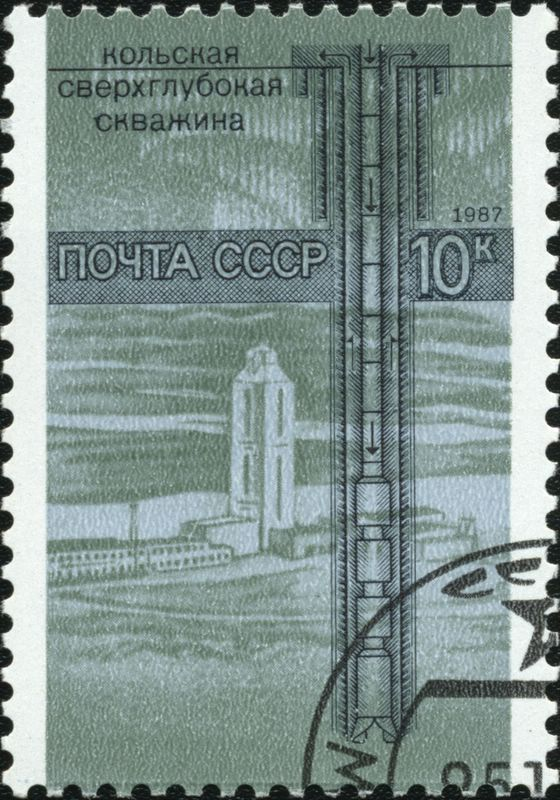
Groapa de foraj de la Kola, comemorată pe un timbru sovietic din 1987

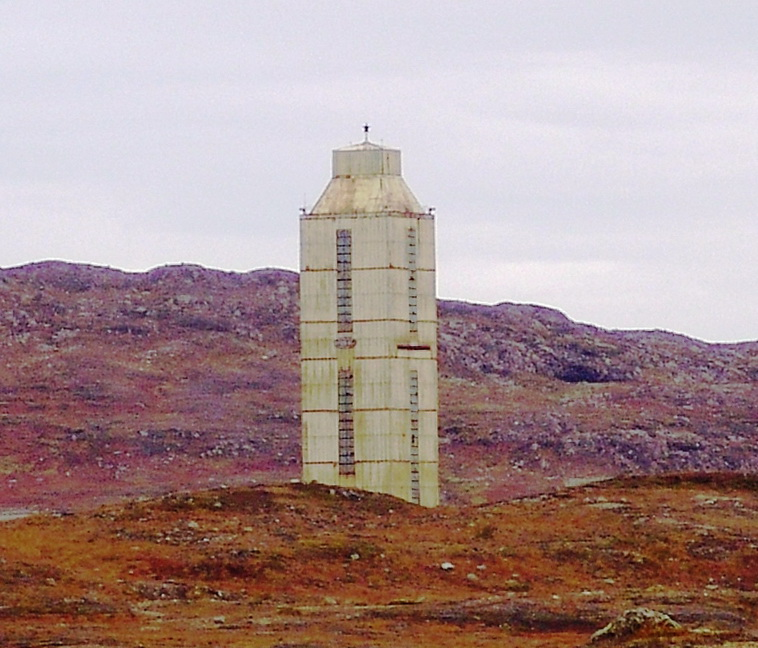

Gaura de foraj de la Kola (în rusă Кольская сверхглубокая скважина, transliterat: Kolskaia sverhglubokaia skvajina) este rezultatul unei săpături științifice, proiect al fostei URSS. Proiectul dorea să sape cât mai adânc în scoarța Pământului. Forajul a început pe 24 mai 1970 în Peninsula Kola, folosind un "Uralmaș-4E" și apoi un "Uralmaș-15000" ca instrumente de foraj. Mai multe gropi au fost săpate pornind de la o groapă principală. Cea mai adâncă, SG-3, a fost terminată în 1989, creând o groapă de 12.261 m adâncime, care este cea mai adâncă groapă săpată vreodată. Cea mai lungă groapă săpată este puțul petrolier Maersk BD-04A, de la Al-Shaheen, Qatar, care are 12.290 m lungime.

## Forajul
Proiectul a fost propus prima dată în 1962 și a fost repartizat către Consiliul Științific Interdepartmental pentru Studiul Interiorului Pământului și pentru Foraje de Mare Adâncime (în rusă Межведомственный научный совет по проблемам изучения недр Земли и сверхглубокого бурения). Locația a fost aleasă în 1965 în NV URSS, 10 km vest de orașul Zapolearnîi, la 69°23′N 30°36′E / 69.383°N 30.600°E.
Adâncimea inițială e fost stabilită la 15.000 m. La 6 iunie 1979, recordul mondial de adâncime deținut de groapa Bertha Rogers din Washita County, Oklahoma, 9.583 m a fost depășit. În 1983, forajul a depășit nivelul de 12.000 m și a fost oprit pentru un an pentru a celebra evenimentul. Această perioadă de pauză este posibil să fi contribuit la un eșec dezamăgitor pe 27 septembrie 1984: după forarea la 12.066 m, 5.000 m de țevi de foraj s-au desprins și au fost abandonate în adânc. S-a decis să se foreze din nou de la 7000 de metri. Groapa a atins 12.262 m adâncime în 1989. În acel an groapa ar fi trebuit să atingă 13.500 m până la sfârșitul lui 1990 și 15.000 m până în 1993. Totuși, din cauza depășirii temperaturii prevăzute la această adâncime și poziționare, 180 °C în loc de 100 °C, forajul la adâncime mai mare a devenit imposibil și a fost oprit total în 1992. Odată cu creșterea în temperatură datorată adâncimii, forajul la 15.000 m ar fi însemnat lucrul la 300 °C, moment în care aparatele ar fi încetat să funcționeze.

## Cercetare
Groapa de foraj de la Kola a penetrat aproximativ o treime din scoarța continentală baltică, estimată ca având 35 de kilometri grosime, cu roci de circa 2,7 miliarde de ani la capăt. În cadrul proiectului, s-au efectuat studii geofizice extinse. Domeniile de studiu au fost structura adâncă a Scutului Baltic; discontinuitățile seismice și regimul termic în scoarța Pământului; compoziția fizică și chimică a scoarței adânci și tranziția de la scoarța superioară la cea inferioară; geofizica litosferică; și crearea și îmbunătățirea resurselor pentru studiu geofizic avansat.
Pentru savanți, una din cele mai fascinante descoperiri ce au rezultat din acest experiment a fost faptul că schimbarea în vitezele seismice nu a fost găsită la o graniță care marca tranziția ipotetică a lui Jeffrey de la granit la bazalt; era la fundul unui strat de rocă metamorfică care se extindea de la 5 la 10 km dedesubtul suprafeței. Roca fusese îndelung fracturată și era saturată de apă, ceea ce era surprinzător. Această apă, spre deosebire de apa de la suprafață, provenea din minerale și era incapabilă de a ajunge la suprafață din cauza unui strat de rocă impermeabilă.
La 6 km sub suprafață au fost găsite fosile microscopice de plancton.
Altă descoperire neașteptată a fost o cantitate mare de hidrogen gazos. Noroiul ce curgea din groapă fiind descris drept „clocotind” de hidrogen.

## Stare curentă
Locul este momentan controlat de Întreprinderea Științifică de Stat pentru Foraje de Superadâncime și Investigații Complexe ale Interiorului Pământului (GNPP Nedra) și de Geolaboratorul de Adâncime. Din 2003, cea mai adâncă groapă de foraj este SG-5, la 8.578 m adâncime și 214 mm în diametru.

## Alte proiecte
Statele Unite au pornit un proiect asemănător, poreclit Project Mohole, care intenționa să penetreze sub scoarța fină de sub Oceanul Pacific lângă Mexic. Totuși, după forajul inițial, proiectul a fost abandonat în 1966 din cauza lipsei de fonduri. Acest "eșec" a inspirat succesele Proiectului de Foraj Marin, Proiectului de Foraj Oceanic și prezentului Program Integrat de Foraj Oceanic.

## Legenda Gropii spre Iad
Această adâncă groapă de foraj a inspirat legende urbane ce implicau forajul până în Iad.